# Nokia 6020
Il Nokia 6020 è un telefono cellulare prodotto dall'azienda finlandese Nokia.

## Caratteristiche
- Dimensioni: 106 x 44 x 20 mm
- Massa: 87 g
- Risoluzione display: 128 x 128 pixel a 65 000 colori
- Operatività: GSM 900/1800/1900 MHz (GPRS, EDGE)
- Tastiera con tasto di navigazione
- Fotocamera da 0.3 megapixel
- Videocamera VGA con registrazione suoni
- Registratore audio
- Push To Talk
- Sincronizzazione con PC e in remoto via SyncML
- Browser Internet XHTML via EDGE/GPRS
- Durata batteria in conversazione: 3 ore
- Durata batteria in standby: 330 ore (13 giorni)
- Memoria: 3.5 MB
- Infrarossi e Nokia Pop-Port USB

## Nokia 6021
Il Nokia 6021 è un telefono prodotto dall'azienda finlandese Nokia e messo in commercio nel 2005. Questo telefono, molto simile al 6020, si differenzia da esso per piccoli dettagli come la maggiore durata della batteria e l'aggiunta della possibilità di connessione bluetooth.

### Caratteristiche
- Dimensioni: 106 x 44 x 20 mm
- Massa: 88 g
- Risoluzione display: 128 x 128 pixel a 65 000 colori
- Durata batteria in conversazione: 3 ore
- Durata batteria in standby: 320 ore (13 giorni)
- Memoria: 3.4 MB
- Bluetooth, Infrarossi e USB

## Galleria d'immagini

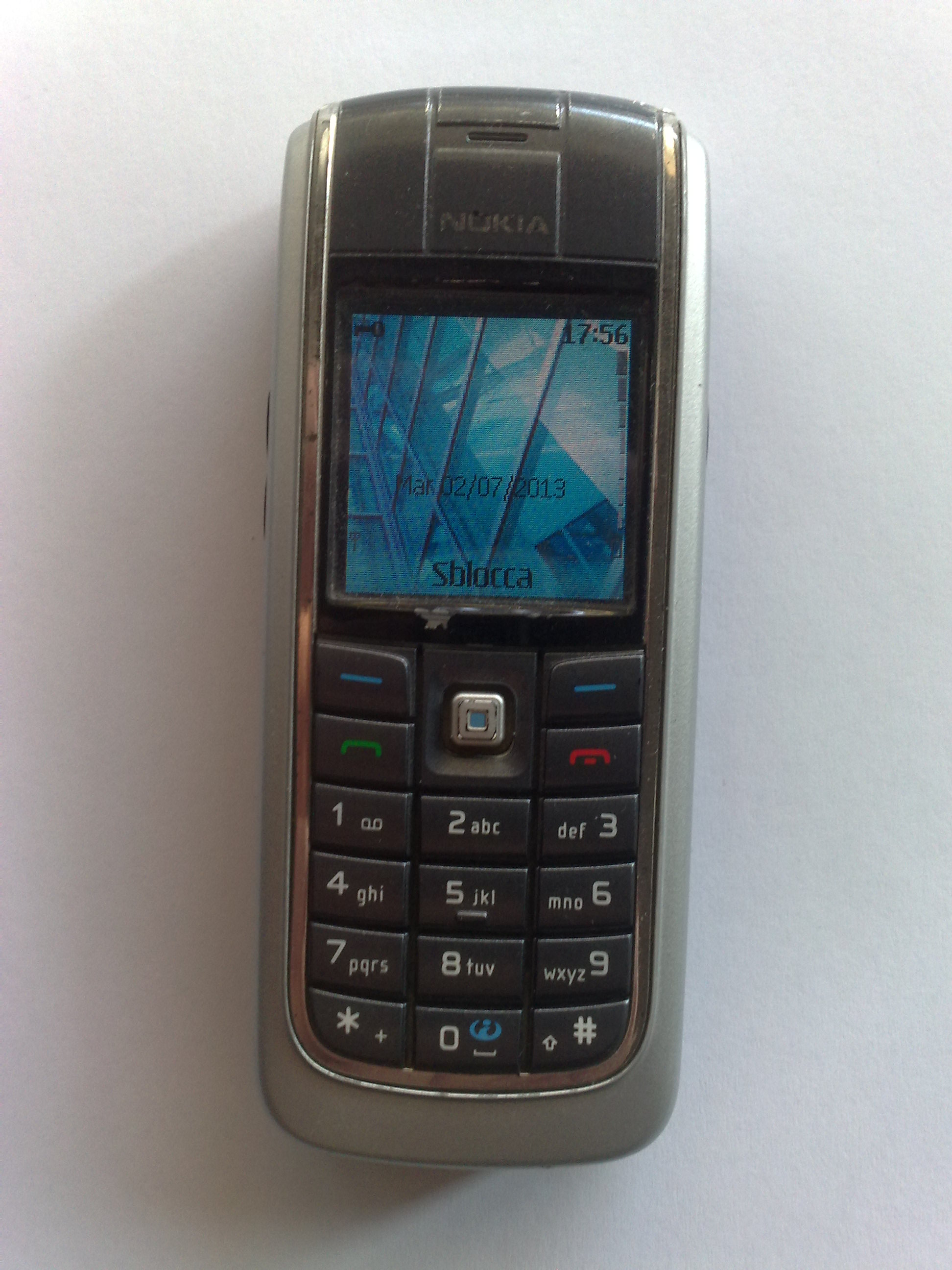
Il Nokia 6020 in funzione
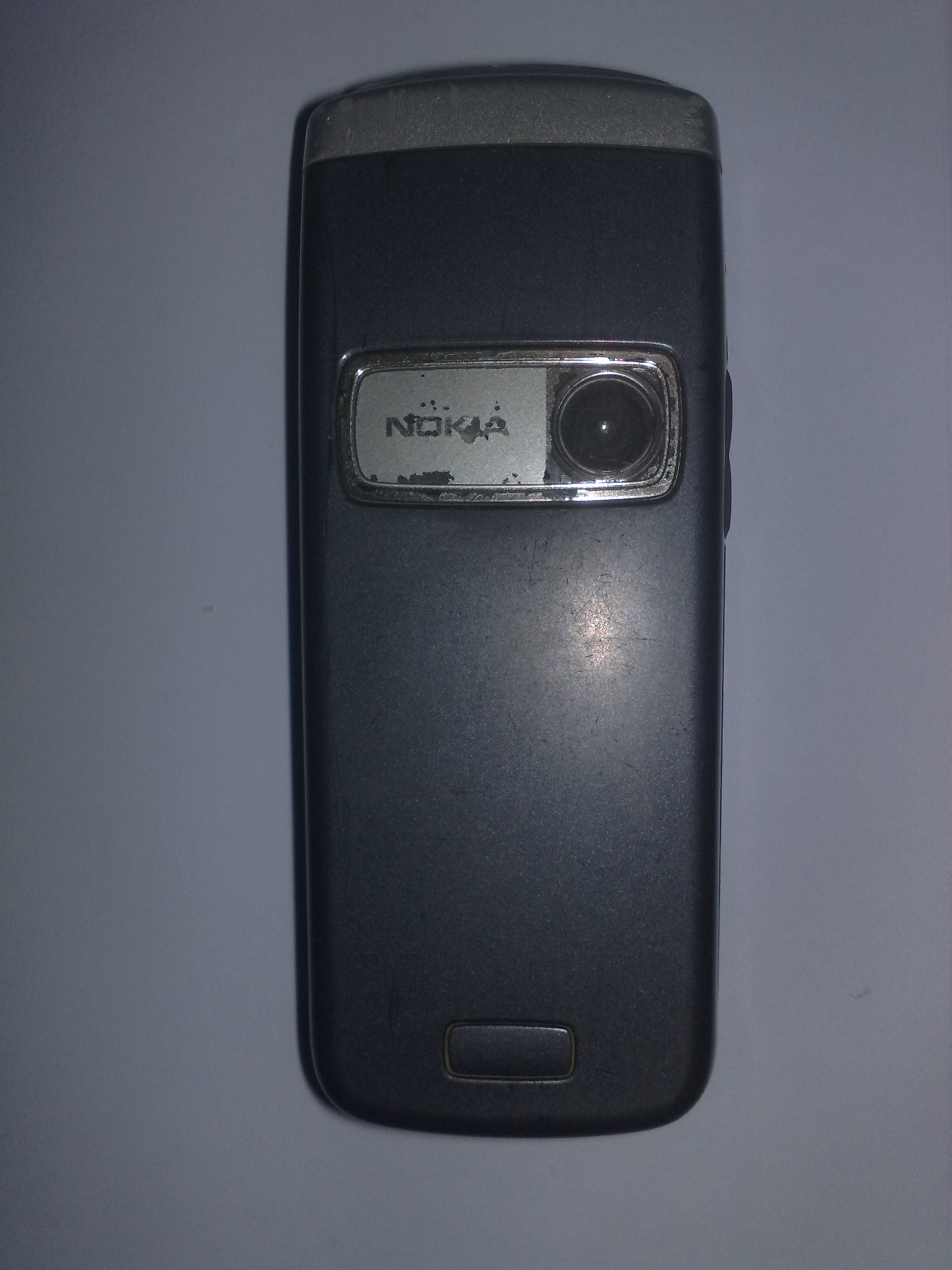
Parte posteriore del Nokia 6020, con particolare della fotocamera
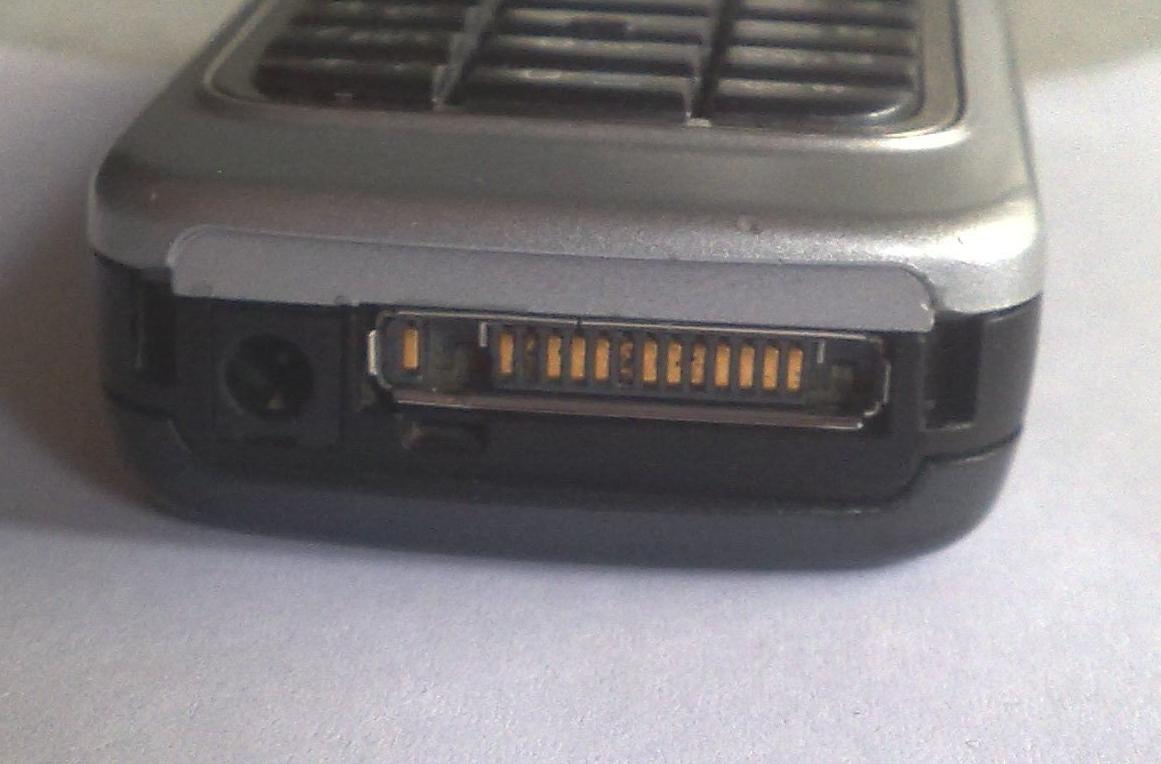
Particolare del Nokia Pop-Port, il connettore multimediale del Nokia 6020
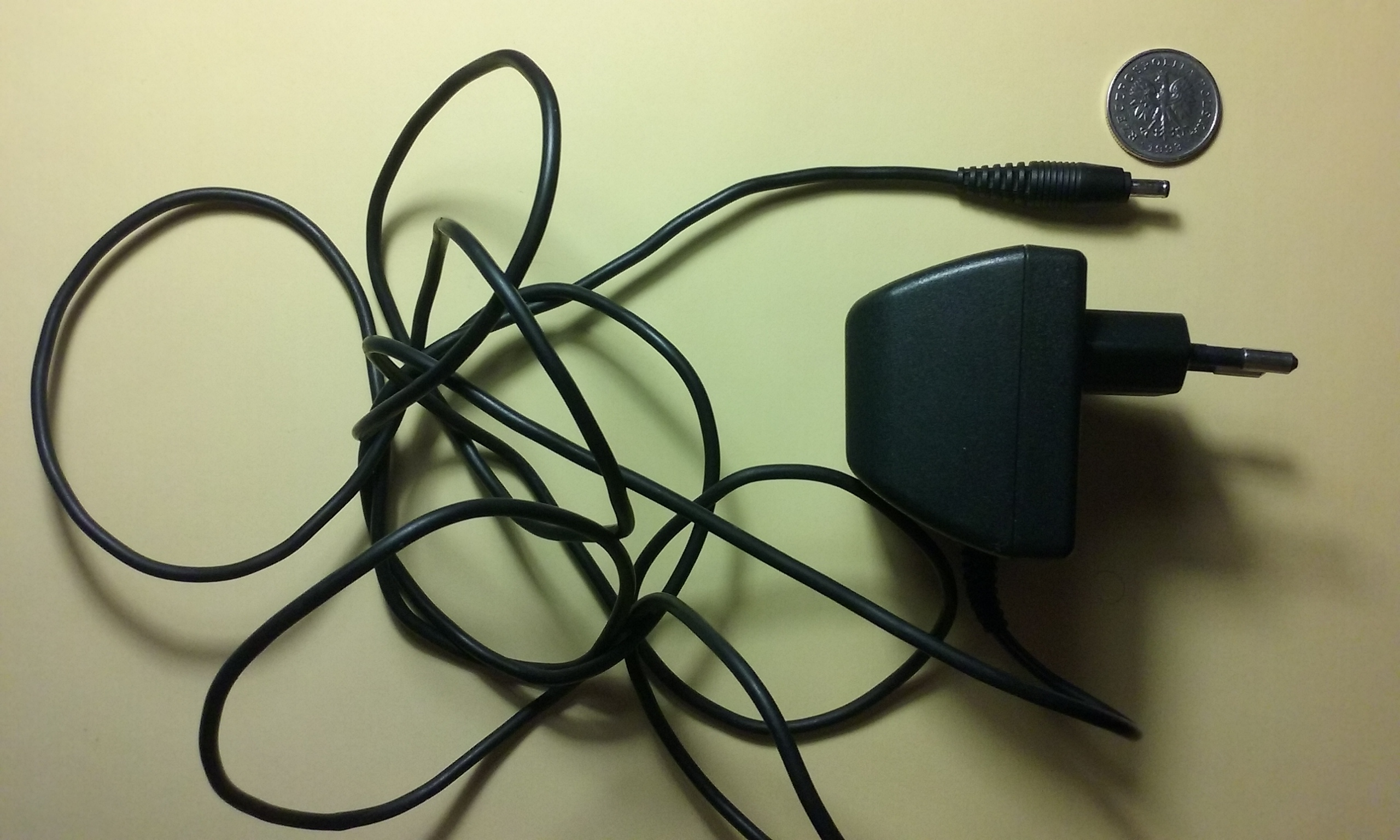
Caricabatterie Nokia ACP-7E (jack da 3,5 mm) per Nokia 6020